# Tillandsia utriculata
Tillandsia utriculata là một loài thuộc chi Tillandsia. Đây là loài bản địa của Costa Rica, México, Venezuela và Hoa Kỳ.